# Будки-Каменские
Будки-Каменские (укр. Будки-Кам'янські) — село в Берёзовской сельской общине Сарненского района Ровненской области Украины.
Близ села проходит Белорусско-украинская граница.
Население по переписи 2001 года составляло 183 человека. Почтовый индекс — 34220. Телефонный код — 8-03635. Код КОАТУУ — 5625083202.

## История
В 1946 г. Указом Президиума ВС УССР село Будки-Войткевичские переименовано в Будки.
До 2020 года входило в Рокитновский район.